# 1%の物語
「1％の物語」（1パーセントのものがたり）はスターダスト・レビューが歌う楽曲である。
作詞は根本要・手島昭、作曲は根本要、編曲はStardust Revue。
アルバム『VOICE』『LOVE SONGS』収録曲。